# 北平村
北平村（きただいらむら）は、かつて新潟県東頸城郡にあった村。

## 沿革
- 1889年（明治22年）4月1日 - 町村制施行に伴い東頸城郡蒲生村、名平村、小池村（一部）が合併し、北平村が発足。
- 1897年（明治30年）4月16日 - 東頸城郡北山村の大字儀明を編入。
- 1901年（明治34年）11月1日 - 東頸城郡北山村と合併し、山平村となり消滅。